# Badefols-d'Ans
Badefols-d'Ans (trong tiếng Occitan Badafòu) là một xã của Pháp, nằm ở tỉnh Dordogne trong vùng Aquitaine của Pháp. Xã này có diện tích 18,34 km2, dân số năm 2007 là 464 người. Xã Badefols-d'Ans nằm ở khu vực có độ cao trung bình 293 m trên mực nước biển.

## Thông tin nhân khẩu
| Năm    | 1962 | 1968 | 1975 | 1982 | 1990 | 1999 | 2007 |
| ------ | ---- | ---- | ---- | ---- | ---- | ---- | ---- |
| Dân số | 567  | 545  | 518  | 511  | 451  | 457  | 464  |